# Stephanie Beatriz
Stephanie Beatriz Bischoff Alvizuri (* 10. Februar 1981 in Neuquén) ist eine argentinisch-US-amerikanische Schauspielerin, die vor allem durch die Rolle der Detective Rosa Diaz aus der Sitcom Brooklyn Nine-Nine Bekanntheit erlangte.

## Frühe Jahre
Stephanie Beatriz wurde in der Stadt Neuquén, in der gleichnamigen Provinz in Argentinien, als Tochter eines Kolumbianers und einer Bolivianerin, geboren. Zusammen mit ihren Eltern und ihrer Schwester siedelten sie, als Beatriz zwei Jahre alt war, in die USA über, wo sie sich in der Stadt Webster, im US-Bundesstaat Texas, niederließen. Beatriz besuchte die Clear Brook High School und schloss 2002 das Stephens College ab, bevor sie nach New York City zog, um sich der Schauspielerei zu widmen. Im Jahr 2010 zog sie nach Los Angeles, wo sie bis heute lebt.
Ihre unverwechselbare Narbe über der rechten Augenbraue rührt aus einem Unfall mit einem Legostein, als sie zehn Jahre alt war.

## Karriere
Beatriz’ Schauspielkarriere begann im Jahr 2009, als sie eine Gastrolle in der Serie The Closer übernahm. Zuvor stand sie bereits auf einigen Theaterbühnen in ihrer texanischen Heimat. Bald folgten weitere Gastrollen im US-Fernsehen, darunter in Southland, Modern Family, Jessie oder in Bob’s Burgers, wo sie zwei Figuren ihre Stimme lieh. Auch Filmnebenrollen konnte Beatriz bereits verbuchen, so etwa 2012 in Short Term 12 – Stille Helden als Jessica. 2014 war sie als Jill in Das Glück an meiner Seite zu sehen und lieh in Ice Age 5 – Kollision voraus! (2016) der Figur Gertie die Stimme.
Ihren Durchbruch schaffte Beatriz jedoch in der Rolle der unterkühlt wirkenden Detective Rosa Diaz aus der Fox-Sitcom Brooklyn Nine-Nine, die sie seit 2013 spielt. 2017 war sie als Bonnie in dem Independent-Film The Light of the Moon zu sehen, wofür sie seitens der Kritiker ein positives Echo erhielt.
2021 lieh Beatriz der Hauptfigur Mirabel Madrigal aus dem Disney-Animationsfilm Encanto im Original die Stimme. Gemeinsam mit ihren Schauspielkollegen erreichte sie mit der Single We Don’t Talk About Bruno die Spitze der US-Hot-100-Singlecharts. Damit schaffte erstmals seit 1993 eine Single aus einem Disney-Animationsfilm den Sprung an die Spitze der US-Charts. Der Soundtrack-Beitrag Waiting on a Miracle wurde im Juni 2022 mit einer Silbernen Schallplatte in Großbritannien ausgezeichnet. Im April 2023 folgte die Silberne Schallplatte für All Of You.
Im Sommer 2024 wurde Beatriz Mitglied der Academy of Motion Picture Arts and Sciences.

## Persönliches
2016 gab Beatriz über Twitter bekannt, bisexuell zu sein. Im Oktober 2017 verkündete sie, sich mit Brad Hoss verlobt zu haben, den sie im Oktober 2018 heiratete. Im August 2021 wurden die beiden Eltern einer Tochter. Während ihrer Zeit auf dem College litt sie nach eigenen Angaben an einer Essstörung.

## Filmografie (Auswahl)
- 2009: The Closer (Fernsehserie, Episode 5x13)
- 2013: Southland (Fernsehserie, Episode 5x04)
- 2013: Jessie (Fernsehserie, Episode 2x12)
- 2013: Short Term 12 – Stille Helden (Short Term 12)
- 2013: Hello Ladies (Fernsehserie, Episode 1x02)
- 2013–2019: Modern Family (Fernsehserie, 4 Episoden)
- 2013–2021: Brooklyn Nine-Nine (Fernsehserie)
- 2014: Das Glück an meiner Seite (You’re Not You)
- 2015: Axe Cop (Fernsehserie, Episode 2x04)
- 2016: Pee-wee’s Big Holiday
- 2016: Ice Age 5 – Kollision voraus! (Ice Age: Collision Course, Stimme)
- 2017: The Light of the Moon
- 2017: The New V.I.P.’s (Fernsehfilm)
- 2017: Danger & Eggs (Fernsehserie, 4 Episoden)
- 2017–2020: Bob’s Burgers (Fernsehserie, 6 Episoden, Stimme)
- 2018: Half Magic
- 2018–2019: BoJack Horseman (Fernsehserie, 9 Episoden, Stimme)
- 2019: One Day at a Time (Fernsehserie, Episode 3x01)
- 2019: The LEGO Movie 2 (The LEGO Movie 2: The Second Part, Stimme)
- 2019: Into the Dark (Fernsehserie, Episode 1x06)
- 2019: Human Discoveries (Fernsehserie, 9 Episoden, Stimme)
- 2020: Family Guy (Fernsehserie, Episode 18x19, Stimme)
- 2020: Elena von Avalor (Elena of Avalor, Fernsehserie, 3 Episoden, Stimme)
- 2020: DuckTales – Neues aus Entenhausen (DuckTales, Fernsehserie, Episode 3x12, Stimme)
- 2020–2022: Central Park (Fernsehserie, 6 Episoden, Stimme)
- 2021: Jurassic World: Neue Abenteuer (Jurassic World: Camp Cretaceous, Fernsehserie, 6 Episoden, Stimme)
- 2021: Devil May Care (Fernsehserie, 7 Episoden, Stimme)
- 2021: In the Heights
- 2021: Encanto (Stimme)
- 2022: Catwoman – Hunted (Stimme)
- 2022: The Legend of Vox Machina (Fernsehserie, 3 Episoden, Stimme)
- 2022: Bob’s Burgers – Der Film (The Bob’s Burgers Movie, Stimme)
- 2023: Bucky F*cking Dent
- seit 2023: Twisted Metal (Fernsehserie)
- 2024: Undercover im Seniorenheim (Fernsehserie, 8 Episoden)
- seit 2024: Hazbin Hotel (Fernsehserie, Stimme)